# Облучиця
Облучиця — слов'янська назва порту, відомого одночасно під назвою Ісакча (тур. Isakca, рум. Isaccea).
Фортеця великого стратегічного значення, місце, біля якого турки часто будували мости для переходу військ на лівий берег Дунаю (наприклад, у 1484 р. для захоплення Білгорода і Кілії, в 1621 і 1672 рр. для походів на Україну).
Тепер місто Ісакча на території Румунії.